# OpenBIOS
OpenBIOS är resultatet av ett försök att ta fram en öppen och fri ersättare till BIOS. OpenBIOS används bl.a. i de datorer som tagits fram i OLPC-projektet.